# Bloczek gipsowy

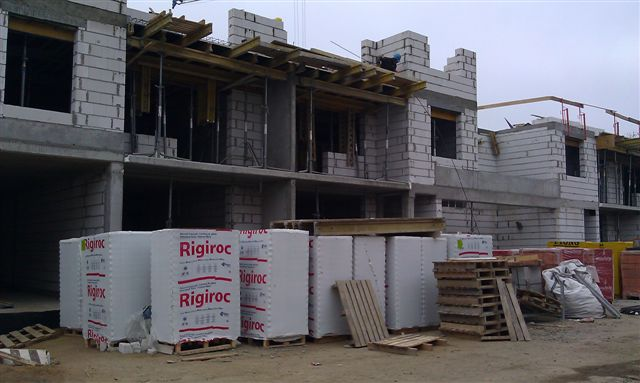
Palety z bloczkami gipsowymi na placu budowy

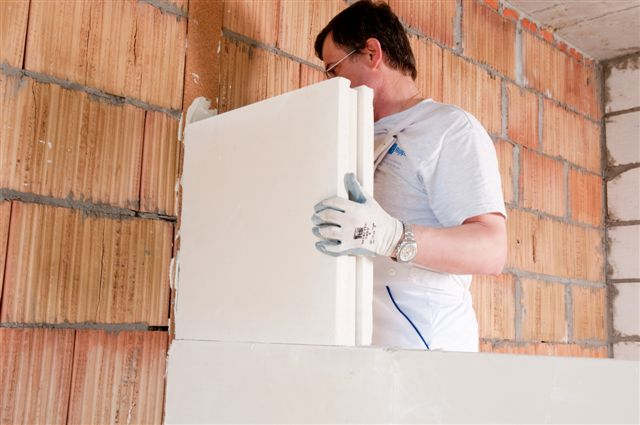
Budowa ściany działowej z bloczków gipsowych

Bloczek gipsowy – materiał budowlany wykonany z gipsu, produkowany zgodnie z normą PN-EN 12859:2011, przeznaczony do wznoszenia ścian działowych wewnętrzlokalowych i międzylokalowych.

Standardowe wymiary: 80 mm×666 mm×500 mm lub 100 mm×666 mm×500 mm. Dostępne 2 wersje: standardowa i impregnowana (wodoodporna). Stosowany głównie w budownictwie mieszkaniowym.
W skład pełnego systemu zwykle wchodzą również taśmy akustyczne, specjalny klej gipsowy oraz akcesoria i narzędzia montażowe. 

Koszt wykonania ściany działowej w tej technologii jest finalnie o ok. 20-35% niższy w porównaniu z innymi metodami tradycyjnymi. Mimo wymaganego zachowania wysokiego reżimu technologicznego, przegrodę wznieść można w czasie o połowę krótszym. Wynika to między innymi z faktu, że nie trzeba tynkować wznoszonej ściany, a sam materiał jest łatwy w obróbce. Projektowanie przegród odbywa się według zharmonizowanej normy europejskiej PN-EN 15318. Opisuje ona między innymi specyficzne wymagania konstrukcyjne oraz wymagania dotyczące odporności ogniowej i ochrony przed hałasem.
Podstawowe zalety stosowania tej technologii: 
- naturalna regulacja wilgotności powietrza w pomieszczeniach przez gips
- brak konieczności tynkowania
- szybki montaż
- mała grubość ściany przy zachowanych parametrach akustycznych i mechanicznych
- łatwe i solidne mocowanie kotew mechanicznych i chemicznych (np. w celu zawieszenia mebli kuchennych)

Wady: 
- wymagany wysoki reżim technologiczny montażu